# 学校法人大妻学院
学校法人大妻学院（がっこうほうじんおおつまがくいん）は、東京都千代田区三番町12番地に本部を置く日本の学校法人である。

## 設置校
- 大妻女子大学
- 大妻女子大学短期大学部
- 大妻中学校・高等学校
- 大妻多摩中学校・高等学校
- 大妻中野中学校・高等学校
- 大妻嵐山中学校・高等学校

## 関係校
- 函館大妻高等学校